# Mistrzostwa Świata Juniorów w Łucznictwie 1998
5. Mistrzostwa Świata Juniorów w Łucznictwie odbyły się w dniach 21 – 26 lipca 1998 roku w Sunne w Szwecji. W zawodach wzięli udział juniorzy do 20 roku życia, strzelający z łuków klasycznych i bloczkowych. 

## Reprezentacja Polski juniorów

### łuk klasyczny
- Joanna Cieplicka
- Maciej Ciesielka
- Michał Fedorowski
- Magdalena Koczaj
- Anna Łęcka
- Łukasz Merda
- Bartosz Mikos
- Barbara Węgrzynowska

## Medaliści

### Juniorzy

#### Strzelanie z łuku klasycznego
| Konkurencja:           | Złoto:                                                          | Srebro:                                                      | Brąz:                                                          |
| indywidualnie kobiet   | Kim Nam-soon                                                    | Heo Yoon-jeong                                               | Zhang Xiaoying                                                 |
| indywidualnie mężczyzn | Oh Jin-hyek                                                     | Jeon Byung-young                                             | Park Ji-soo                                                    |
| drużynowo kobiet       | Chiny · Zhang Xiaoying · Wang Dan · Qinqin Fu                   | Korea Południowa · An Sejin · Heo Yoon-jeong · Lee Young-min | Chińskie Tajpej · Chen Hsin-yi · Pan Ya-chi · Tsai Ching-wen   |
| drużynowo mężczyzn     | Korea Południowa · Oh Jin-hyek · Park Ji-soo · Jeon Byung-young | Włochy · Alberto Alciati · Carmine Puglia · Enzo Girardi     | Ukraina · Andrij Dorohow · Jewgien Iwanow · Władisław Daneljuk |

#### Strzelanie z łuku bloczkowego
| Konkurencja:           | Złoto:                                                                       | Srebro:                                                       | Brąz:                                                   |
| indywidualnie kobiet   | Ashley Kamuf                                                                 | Maja Marcen                                                   | Mary Zorn                                               |
| indywidualnie mężczyzn | Adam Wheatcroft                                                              | Grega Emersic                                                 | Walter Ruchniewski                                      |
| drużynowo kobiet       | Stany Zjednoczone · Christie Bisco · Ashley Kamuf · Mary Zorn                | Francja · Sandrine Vandionant · Florence Levy · Amélie Sallot | Szwecja · Anna Sundberg · Linda Ekeflo · Kasja Bogstedt |
| drużynowo mężczyzn     | Stany Zjednoczone · Adam Wheatcroft · Walter Ruchniewski · Nicholas Risinger | Szwecja · Christian Nilsson · Anders Malm · Erik Lindström    | Kanada · Patrick Pregent · Russel Milne · Stuart Miller |

## Klasyfikacja medalowa
| Lp. | Państwo           | Złoto | Srebro | Brąz | Razem |
| 1.  | Stany Zjednoczone | 4     | 0      | 2    | 6     |
| 2.  | Korea Południowa  | 3     | 3      | 1    | 7     |
| 3.  | Chiny             | 1     | 0      | 1    | 2     |
| 4.  | Słowenia          | 0     | 2      | 0    | 2     |
| 5.  | Szwecja           | 0     | 1      | 1    | 2     |
| 6.  | Francja           | 0     | 1      | 0    | 1     |
| 6.  | Włochy            | 0     | 1      | 0    | 1     |
| 8.  | Chińskie Tajpej   | 0     | 0      | 1    | 1     |
| 8.  | Kanada            | 0     | 0      | 1    | 1     |
| 8.  | Ukraina           | 0     | 0      | 1    | 1     |